# Verchošižemskij rajon
Il Verchošižemskij rajon (in russo Верхошижемский район?) è un rajon dell'Oblast' di Kirov, nella Russia europea. Istituito nel 1929, il cui capoluogo è Verchošižem'e.